# Параделов, Михаил Яковлевич
Михаил Яковлевич Параделов (1868—1913) — московский издатель, коллекционер, антиквар-букинист, библиофил.

## Биография
Родился в 1868 году в Глинске в мещанской семье. Рано потерял отца и в 1880 году был отдан «в люди» в торговую лавку г. Городня Черниговской губернии. В конце 1880-х гг. стал продавцом книг и старых вещей в Киеве.
Известно, что после переезда в Москву, в ноябре 1894 года он стал комиссионером Московского нумизматического общества, продавал старинные монеты. В 1897 году открыл на Большой Никитской улице, напротив Никитского монастыря, «Магазин древностей и редкостей». Ассортимент магазина включал оружие, мебель, гобелены, изделия из серебра, бронзы, фарфора, ковры, картины, гравюры, монеты, ювелирные изделия. В специализированном отделе магазина, возглавлявшемся Н. Н. Зверевым, продавались антикварные книги. К 1898 году он стал московским купцом 2-й гильдии. Однако из-за неудачной торговли вышел из купечества. Но в 1901 году вернулся в купеческое сословие и в 1901—1902 годах выпустил антикварные каталоги своей фирмы; их вышло 10 тиражей и в каждом 25 экземпляров были напечатаны специально для состоятельных коллекционеров на цветной бумаге. В 1902 году начал заниматься издательской деятельностью; выпустил «Руководство к библиографическому описанию книг» Ю. Битовта (1902), «Среди книг и их друзей» Д. В. Ульянинского (1903), «Описание русских книжных знаков» У. Г. Иваска (1905). В 1904 году приступил к печатанию «Словаря псевдонимов русских писателей» И. Ф. Масанова, подготовил и издал «Адресную книгу русских библиофилов и собирателей гравюр, литографий, лубков и прочих произведений печати».
Неудачные торговые операции и склонность к карточной игре сделали его банкротом. В 1905 году он ликвидировал свой магазин; книги были приобретены В. Ф. Фрейманом, который рассчитывал открыть собственное дело, но вскоре умер.
М. Я. Параделов имел собственную библиотеку из 600 книг, в числе которых были редкие издания по истории, нумизматике, искусству и библиографии. Экслибрис ему был сделан известным библиофилом и собирателем книжных знаков У. Г. Иваском. Также он имел отличную коллекцию книжных знаков (около 250); был соучредителем первого в России Московского общества любителей книжных знаков, на основе которого в 1902 году был создан Кружок экслибристов.
Умер в 1913 году.

## Семья
В 1890 году женился на немолодой дворянке Зарудной, которая вскоре скончалась. В 1894 году женился второй раз и в этом браке имел четверых детей.